# Geocast
| Kommunikationsformen / Routing-Schemata |
| --------------------------------------- |
| Unicast                                 |
| Broadcast                               |
| Anycast                                 |
| Multicast                               |
| Geocast                                 |

Geocast ist ein Kommunikationsmechanismus, der sich auf das Übermitteln einer Nachricht in einem Netz an ein räumlich abgegrenztes Gebiet bezieht.
Geocast ist eine spezielle Form des Multicast, bei dem zwei Adressierungsarten unterschieden werden: Symbolische und geometrische.
Des Weiteren enthält das neue Internet-Protokoll (IPv6) Erweiterungen, die Geocast unterstützen.

## Geometrische Adressierung
Bei dieser Adressierungsart wird mittels absoluter Koordinaten, beispielsweise angegeben im WGS84-Format (diese werden z. B. vom Global Positioning System verwendet), ein Gebiet beschrieben, an das dann die Nachrichten gesendet werden.

## Symbolische Adressierung
Ein räumliches Gebiet wird mittels eines Alias, z. B. Raum 2.0.14, adressiert. Den einzelnen GeoCast-Routern muss dann die geometrische Adresse dieses Alias bekannt sein.
Vorteil der symbolischen Adressierung gegenüber der geometrischen ist die einfachere Handhabbarkeit für Menschen.

## Spezifikationen
- RFC: <a href='https://datatracker.ietf.org/doc/html/rfc2009' class='extiw' title='rfc:2009'>2009</a> – GPS-Based Addressing and Routing. (englisch).
- RFC: <a href='https://datatracker.ietf.org/doc/html/rfc4291' class='extiw' title='rfc:4291'>4291</a> – IP Version 6 Addressing Architecture. (englisch).